# Claudia Fuchs
Claudia Fuchs (* 1979 in Oberpullendorf) ist eine österreichische Rechtswissenschaftlerin und Universitätsprofessorin. Fuchs ist seit Oktober 2023 Professorin am Institut für Österreichisches und Europäisches Öffentliches Recht (IOER) der Wirtschaftsuniversität Wien.

## Ausbildung
Claudia Fuchs begann das Studium der Rechtswissenschaften an der Rechtswissenschaftlichen Fakultät der Universität Wien im Oktober 1997 und spondierte dort im Juni 2001 zur Magistra iuris. Im folgenden Sommer erhielt sie ein Stipendium der Penn State University, Dickinson School of Law für eine Summer School in Wien zum Thema Introduction to the US Legal System. Ab Oktober 2001 arbeitete sie als Rechtsanwaltsanwärterin in einer Wiener Rechtsanwaltskanzlei und besuchte nebenberuflich den Universitätslehrgang für Europarecht an der Donau-Universität Krems. Im Juni 2003 schloss sie den dortigen Euro-Jus Universitätslehrgang mit einem Titel als Master of Laws (LL.M.) ab. Das Doktoratsstudium der Rechtswissenschaften an der Universität Wien beendete Fuchs im Dezember 2006 mit einer Dissertation zum Thema „Strukturen und Bauformen neuer Verwaltungsverfahren“. Sie wurde an der Universität Wien mit ausgezeichnetem Erfolg zur Doktorin der Rechtswissenschaften (Dr. iur.) promoviert.

## Beruflicher Werdegang
Nach der Tätigkeit als Rechtsanwaltsanwärterin neben ihrem Doktoratsstudium absolvierte Claudia Fuchs von Oktober 2003 bis März 2004 ein Praktikum bei der Europäischen Kommission in Brüssel und wurde 2002 Wissenschaftliche Mitarbeiterin am Institut für Österreichisches und Europäisches Öffentliches Recht (IOER) der Wirtschaftsuniversität Wien am Lehrstuhl von Universitätsprofessor Michael Holoubek. Von September 2006 bis September 2008 war sie als Verfassungsrechtliche Mitarbeiterin am österreichischen Verfassungsgerichtshof tätig, anschließend wurde sie Universitätsassistentin am IOER der Wirtschaftsuniversität Wien. Später wurde sie ebendort auch Assistenzprofessorin.
Nach einer kurzen Tätigkeit in einer Wiener Rechtsanwaltssozietät (Niederhuber & Partner Rechtsanwälte GmbH), wo sie sich auf ihr Spezialgebiet Vergaberecht fokussierte, folgte im Juli 2019 die Tätigkeit als Assistenzprofessorin, ab 2020 als Tenure-Track-Wissenschaftlerin am Institut für Rechtswissenschaften der Universität für Bodenkultur Wien. Mit September 2020 nahm Claudia Fuchs  einen Ruf als Universitätsprofessorin für Öffentliches Recht der Universität Linz an. Dort übernahm sie die Leitung der Abteilung für Öffentliches Unternehmensrecht am Institut für Staatsrecht und Politische Wissenschaften. Im Oktober 2023 kehrte sie als Nachfolgerin von Stefan Storr an das IOER der Wirtschaftsuniversität Wien zurück.